# Campionat britànic de motocròs 1951
La temporada de 1951 del Campionat britànic de motocròs, anomenat a l'època ACU Scramble Drivers' Star, fou la 1a edició d'aquest campionat, organitzat per l'ACU.

## Classificació final

### 500cc
| Posició | Pilot             | Motocicleta | Punts |
| ------- | ----------------- | ----------- | ----- |
| 1       | Geoff Ward        | AJS         | 28    |
| 2       | Leslie Archer     | Norton      | 19    |
| 3       | Brian Stonebridge | Matchless   | 16    |
| 4       | John Draper       | BSA         | 11    |
| 5       | David Tye         | BSA         | 9     |
| 6       | Basil Hall        | BSA         |       |
| 7       | John Avery        | BSA         |       |
| 8       | George Dawson     | BSA         |       |
| 9       | Phil Nex          | BSA         |       |
| 10      | Ted Ogden         | Norton      |       |